# TT-33
TT-33(러시아어: 7,62-мм самозарядный пистолет Токарева образца 1933 года 권총은 소련이 1930년에 나강 M1895 리볼버를 대체할 목적으로 채용한 TT-30을 약간 개량한 반자동 권총이다. 외형은 미국의 총기 설계자 존 브라우닝이 설계한 FN M1903과 비슷하지만 작동방식은 콜트 M1911의 영향을 받은 쇼트 리코일 방식을 사용한다. 사용 탄환은 토카레프탄
을 사용하는데, 이 탄환은 마우저 C96에 사용되는 7.63 × 25 mm 마우저 탄과 비슷하다. 오랫동안 구 소련 및 공산권의 제식 권총이었다. 소련에서는 1954년에 생산이 종료되었으나, 라이선스 생산 또는 불법 복제 TT-33이 만들어졌다. 중화인민공화국은 51식, 54식, M20, TU-90이란 이름으로 계속 사용했고, 폴란드와 헝가리는 M48이란 이름으로 사용했다. 수출용 버전도 있는데 9 mm 패러벨럼 탄을 사용하도록 개조된 이집트용(안전 장치가 추가되고 잡기가 편해졌다)과, 유고슬라비아는 M57과 M70A로, 조선민주주의인민공화국은 68식 권총이라는 이름으로 사용했다. 소련 블록에 속한 나라들은 TT-33 대신에 9mm 마카로프 탄을 사용하는 블로우백 방식의 마카로프 권총을 제식으로 채용했다.